# Prawosławie w Estonii

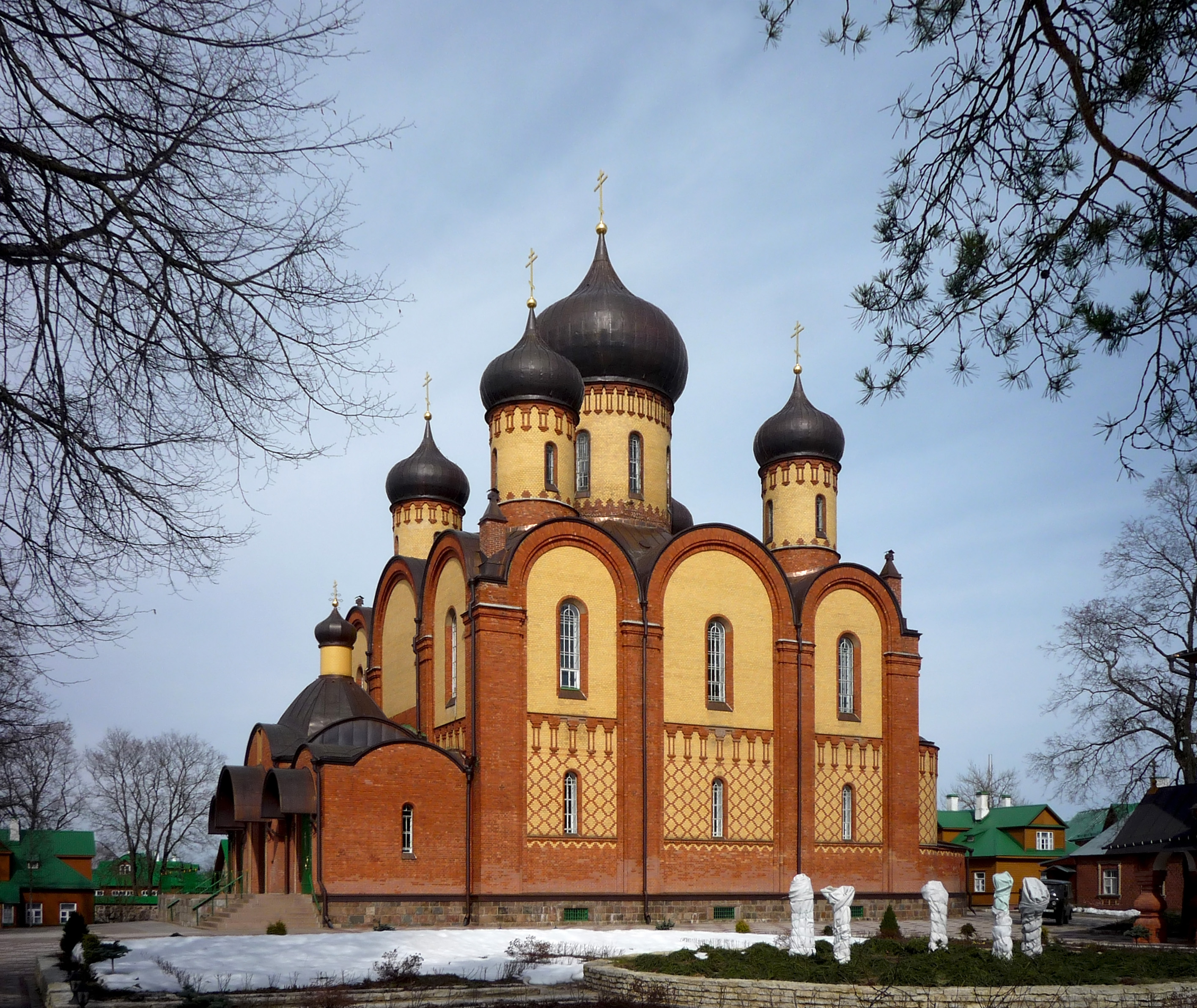
Piuchticki Monaster Zaśnięcia Matki Bożej

Prawosławie w Estonii – drugie po luteranizmie pod względem liczby wiernych wyznanie w Estonii. Według danych z 2007 religię tę wyznawało 188 tys. mieszkańców Estonii, w przeważającej liczbie byli to przedstawiciele mniejszości rosyjskiej.
Prawosławie obecne jest na ziemiach estońskich od XI w. W handlowych miastach na terenie dzisiejszej Estonii funkcjonowały cerkwie wznoszone na potrzeby kupców rosyjskich. W miarę ekspansji kawalerów mieczowych dominującą religią na ziemiach estońskich stał się katolicyzm, a w XVI w. – protestantyzm. Po aneksji Estonii do Imperium Rosyjskiego na mocy traktatu z Nystad prawosławie stało się religią państwową, jednak władze rosyjskie nie podjęły działań w celu jego propagowania. Dopiero w połowie XIX w. ok. 47 tys. estońskich chłopów zgłosiła chęć konwersji z luteranizmu na prawosławie, mając nadzieję na korzyści materialne (dodatkowy przydział ziemi). Dzięki napływowi wiernych w 1850 powstała eparchia ryska, obejmująca ziemie łotewskie i estońskie. Funkcjonowała nawet wówczas, gdy większość konwertytów zniechęcona brakiem spodziewanej poprawy swojej sytuacji porzuciła prawosławie. W ostatnich dekadach XIX w. i na początku XX w. władze carskie podjęły w Estonii kampanię rusyfikacyjną, połączoną z propagowaniem prawosławia; nie przyniosła ona jednak spodziewanych efektów.
W 1920 Święty Synod Rosyjskiego Kościoła Prawosławnego i patriarcha Tichon zgodzili się na nadanie statusu autonomicznego Estońskiemu Kościołowi Prawosławnemu. Jego zwierzchnikiem został wyświęcony na biskupa w tym samym roku estoński duchowny Aleksander (Paulus). W 1922 Synod Kościoła Estońskiego nadal jako Kościół autonomiczny porozumiał się z patriarchą Konstantynopola, przechodząc w jego jurysdykcję. Po aneksji Estonii do ZSRR w 1940 autonomia Estońskiego Kościoła Prawosławnego, mimo protestów około połowy duchowieństwa, została skasowana. Rok później, po agresji III Rzeszy na ZSRR, nowe władze okupacyjne zgodziły się na ponowne zorganizowanie Kościoła autonomicznego z metropolitą Aleksandrem na czele. Oznaczało to powstanie na terytorium Estonii dwóch konkurencyjnych jurysdykcji.
Po zakończeniu II wojny światowej władze ZSRR zlikwidowały autonomiczny Estoński Kościół Prawosławny, zaś jego struktury włączyły do Patriarchatu Moskiewskiego. W kolejnych latach zamknięto 3/4 funkcjonujących na terenie Estonii cerkwi. Po rozpadzie ZSRR i odzyskaniu niepodległości przez Estonię w kraju tym na nowo pojawiły się tendencje do odrodzenia autokefalicznego Kościoła prawosławnego. Patriarchat Moskiewski nie godził się na takie rozwiązanie, zważając na to, że w 1922 nadał Estońskiemu Kościołowi Prawosławnemu jedynie autonomię. Wówczas w 1996 patriarcha konstantynopolitański Bartłomiej I również ogłosił powstanie na terenie Estonii autonomicznego Kościoła w swojej jurysdykcji – Estońskiego Apostolskiego Kościoła Prawosławnego, który miał być kontynuatorem tradycji Kościoła funkcjonującego w okresie międzywojennym. Obydwie rywalizujące organizacje działają do dziś (2022).

## XI–XVIII w.

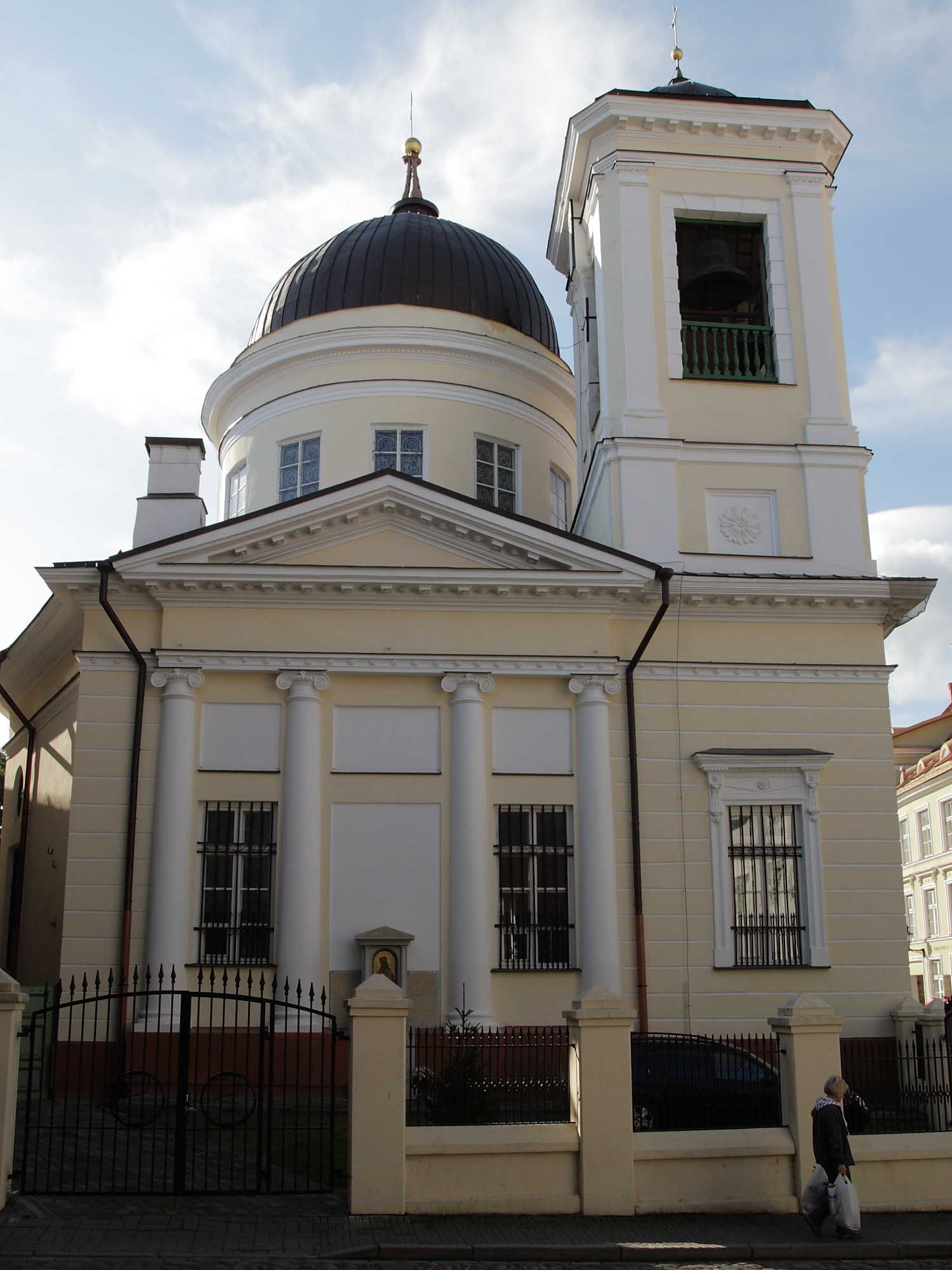
Cerkiew św. Mikołaja w Tallinnie

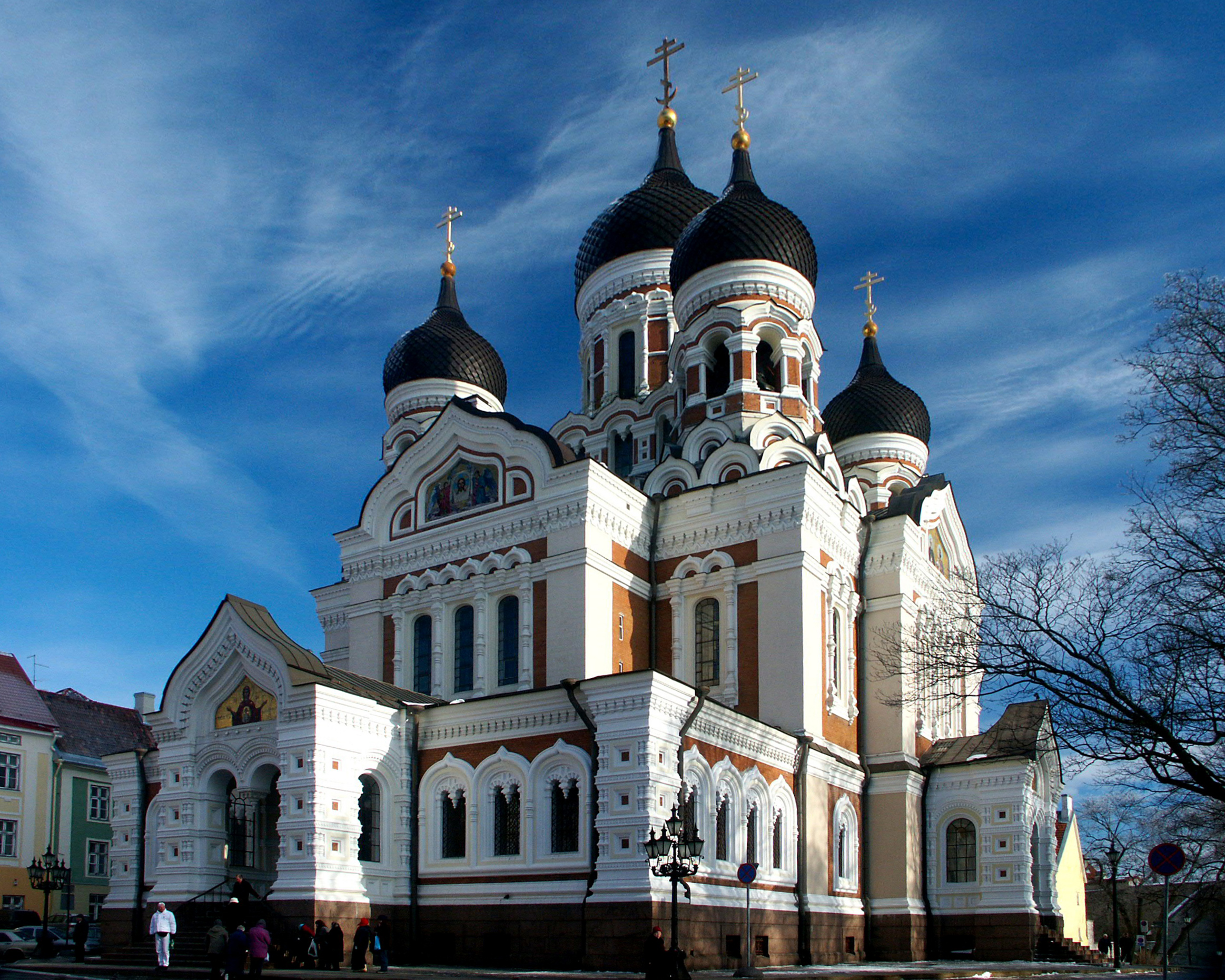
Sobór św. Aleksandra Newskiego w Tallinnie – najważniejsza świątynia prawosławna wzniesiona w ramach propagowania prawosławia na ziemiach estońskich i próby ich rusyfikacji podjętej w ostatnich dekadach istnienia Imperium Rosyjskiego

Pierwsze informacje o obecności prawosławia na ziemiach estońskich pochodzą z XI w. W 1030 wojska ruskie zajęły Tarbatu (dzisiejsze Tartu), nadając mu nazwę Jurjew i wznosząc w nim kilka prawosławnych cerkwi. Ruskie dokumenty z XI i XII w. wymieniają kilka imion biskupów jurjewskich. W 1210 mnisi prawosławni prowadzili działalność misyjną na południowych ziemiach estońskich. W średniowieczu w handlowych miastach (należących do Hanzy) na terenie dzisiejszej Estonii funkcjonowały cerkwie wznoszone na potrzeby kupców z Pskowa i Nowogrodu. W miarę ekspansji kawalerów mieczowych prawosławie było wypierane przez katolicyzm. W 1468 wyznawcy prawosławia zostali wypędzeni z Dorpatu, zaś miejscowych duchowny imieniem Izydor zamordowany.
W toku wojen inflanckich Dorpat razem z całym regionem dostał się w 1558 pod panowanie rosyjskie. W mieście została erygowana eparchia Rosyjskiego Kościoła Prawosławnego. W 1582 na mocy pokoju w Jamie Zapolskim ziemie te włączono do I Rzeczypospolitej. W 1625 Dorpat przejęli ostatecznie Szwedzi. Po opisywanych wydarzeniach społeczność prawosławna na ziemiach estońskich niemal całkowicie zanikła, ograniczając się do niewielkiej mniejszości rosyjskiej. W 1710 na terytorium współczesnej Estonii funkcjonowała tylko jedna cerkiew – św. Mikołaja w Tallinnie.

## W Imperium Rosyjskim i Rosji porewolucyjnej
Zwycięstwo Rosji w wielkiej wojnie północnej i przyłączenie Estonii na mocy traktatu w Nystad zmieniło status religii prawosławnej na tym obszarze: stała się ona wyznaniem uprzywilejowanym i wspieranym przez państwo rosyjskie. Nie oznaczało to jednak podjęcia kampanii nawracania miejscowej ludności. Pierwsze nowe cerkwie organizowane były wyłącznie na potrzeby rosyjskich wojsk stacjonujących w Estonii.
W połowie XIX w. ok. 47 tys. estońskich chłopów zgłosiła chęć konwersji z luteranizmu na prawosławie, mając nadzieję na korzyści materialne (dodatkowy przydział ziemi). Dzięki napływowi wiernych w 1850 powstała eparchia ryska, obejmująca ziemie łotewskie i estońskie. Funkcjonowała ona nawet wówczas, gdy większość konwertytów, zniechęcona brakiem spodziewanej poprawy swojej sytuacji, porzuciła prawosławie lub bez formalnego powrotu do protestantyzmu ponownie zaczęła uczestniczyć w luterańskich nabożeństwach. W 1864 Władimir Bobrinski pisał do cara Aleksandra II, że spośród Estończyków zarejestrowanych jako prawosławni w życiu Kościoła realnie uczestniczy ok. 10%. W ostatnich dekadach XIX w. i na początku XX w. władze carskie podjęły w Estonii kampanię rusyfikacyjną, połączoną z propagowaniem prawosławia (w działanie to szczególnie zaangażował się gubernator estoński Siergiej Szachowskoj), nie przyniosła ona jednak spodziewanych efektów. Znaczącymi wydarzeniami w tym okresie było otwarcie monasteru Zaśnięcia Matki Bożej nazwanego Piuchtickim w 1891 oraz budowa soboru św. Aleksandra Newskiego w Tallinnie w 1900.
W 1898 estoński duchowny prawosławny Paul Kulbusch założył w Petersburgu Bractwo św. Izydora Jurjewskiego, którego zadaniem było skupianie prawosławnych Estończyków, wydawanie publikacji religijnych w tym języku, a także udzielanie wsparcia materialnego najuboższym. W sierpniu 1917 ks. Kulbusch został nominowany na biskupa rewelskiego, wikariusza eparchii petersburskiej, odpowiedzialnego za parafie złożone z Estończyków położone na jej terytorium. Po złożeniu ślubów zakonnych z imieniem Platon przyjął 31 grudnia 1917 chirotonię biskupią, zostając tym samym pierwszym w historii prawosławnym biskupem narodowości estońskiej. Sobór Biskupów Rosyjskiego Kościoła Prawosławnego powierzył nowo wyświęconemu hierarsze tymczasowy zarząd całej eparchii ryskiej z tymczasową siedzibą w Tartu. Biskup Platon natychmiast po objęciu urzędu zaczął działać na rzecz odbudowy sieci prawosławnych parafii na ziemiach łotewskich i estońskich. W styczniu 1919, w czasie wojny estońsko-bolszewickiej, po zajęciu Tartu przez bolszewików, hierarcha został aresztowany, a następnie zamordowany bez sądu.

## W niepodległej Estonii
W 1920 Święty Synod Rosyjskiego Kościoła Prawosławnego i patriarcha Tichon zgodzili się na nadanie statusu autonomicznego Estońskiemu Kościołowi Prawosławnemu. Jego zwierzchnikiem został wyświęcony na biskupa w tym samym roku estoński duchowny Aleksander (Paulus). W 1922 Synod Kościoła Estońskiego porozumiał się jednak z patriarchą Konstantynopola, przechodząc w jego jurysdykcję, nadal jako Kościół autonomiczny, co potwierdził tomosem w 1923 patriarcha Melecjusz IV. Część wiernych nie pogodziła się ze zmianą jurysdykcji; jeszcze na początku lat 30. XX wieku trwał spór o przynależność Monasteru Pskowsko-Pieczerskiego.
Estoński Kościół Prawosławny był w okresie międzywojennym subwencjonowany przez państwo, jego przedstawiciele uczestniczyli w uroczystościach państwowych.

## II wojna światowa
Po aneksji Estonii do ZSRR w 1940 autonomia Estońskiego Kościoła Prawosławnego, mimo protestów około połowy duchowieństwa, została skasowana, a jego struktury włączone do Patriarchatu Moskiewskiego na prawach zwykłych eparchii, tworzących Egzarchat Krajów Bałtyckich. Rok później, po agresji III Rzeszy na ZSRR, nowe władze okupacyjne zgodziły się na ponowne zorganizowanie Kościoła autonomicznego z metropolitą Aleksandrem na czele z wyłączeniem eparchii narewskiej, gdzie wierni byli niemal wyłącznie Rosjanami. Oznaczało to powstanie na terytorium Estonii dwóch konkurencyjnych jurysdykcji. Kościół autonomiczny działał do 1944, gdy jego zwierzchnik udał się na emigrację razem z 8 tys. wiernych.

## Estońska Socjalistyczna Republika Radziecka

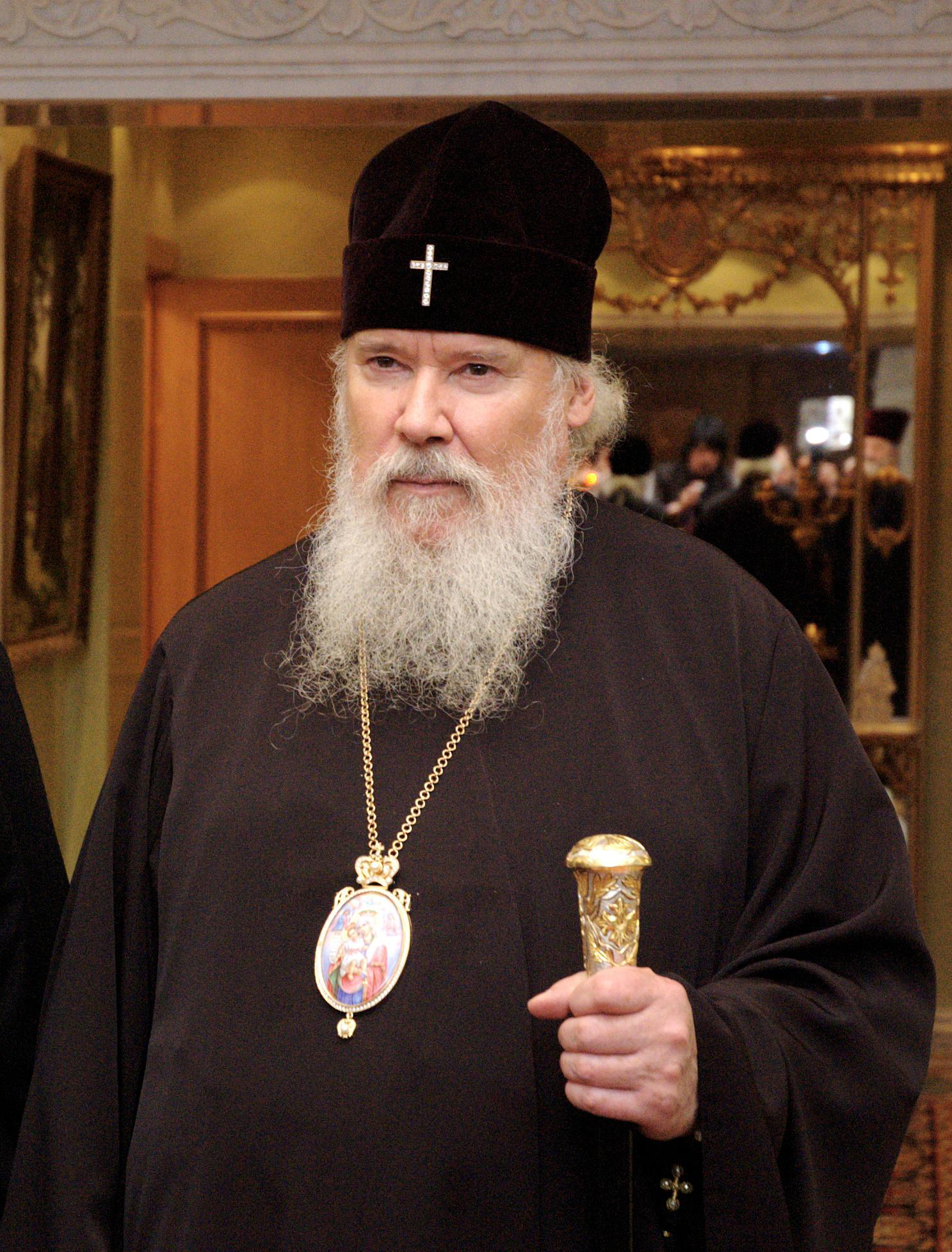
Aleksy (Ridigier), późniejszy patriarcha moskiewski i całej Rusi, był w latach 1961–1985 biskupem tallińskim i estońskim

Po aneksji Estonii do ZSRR zlikwidowany został autonomiczny Estoński Kościół Prawosławny, zaś jego struktury włączone do Patriarchatu Moskiewskiego. W kolejnych latach władze radzieckie zamknęły 3/4 funkcjonujących na terenie Estonii cerkwi. Likwidowaniu kolejnych parafii starał się przeciwdziałać urzędujący w latach 1961–1985 metropolita talliński i estoński Aleksy. Hierarcha ten zapobiegł m.in. likwidacji Monasteru Piuchtickiego i zamknięciu soboru św. Aleksandra Newskiego w Tallinnie.
Mimo faktu, że prawosławie w Estonii było prześladowane na równi z innymi wyznaniami, w okresie radzieckim wzrosła niechęć do niego wśród etnicznych Estończyków, którzy kojarzyli je z masowo przybywającymi do Estonii Rosjanami.

## Po 1991
Po rozpadzie ZSRR i odzyskaniu niepodległości przez Estonię w kraju tym na nowo pojawiły się dążenia do budowy autokefalicznego Kościoła prawosławnego. Patriarchat Moskiewski nie godził się na takie rozwiązanie. Ostatecznie w 1992 nadał Estońskiemu Kościołowi Prawosławnemu jedynie autonomię. Wówczas w 1996 patriarcha konstantynopolitański Bartłomiej I również ogłosił powstanie na terenie Estonii autonomicznego Kościoła w swojej jurysdykcji – Estońskiego Apostolskiego Kościoła Prawosławnego, który miał być kontynuatorem tradycji Kościoła funkcjonującego w okresie międzywojennym. Działanie dwóch konkurencyjnych Kościołów stało się przyczyną gwałtownego pogorszenia się stosunków między Patriarchatami Konstantynopolitańskim i Moskiewskim. Władze Estonii popierały w konflikcie jurysdykcję konstantynopolitańską. W 1996 obydwa Kościoły zawarły w Zurychu porozumienie rozpoczynające formalny dialog. Porozumienie zostało potwierdzone w 2001 w Berlinie.
Według danych z 2007 do obydwu Kościołów prawosławnych w Estonii należało 188 tys. wiernych – 170 tys. do Estońskiego Kościoła Prawosławnego i 18 tys. do Estońskiego Apostolskiego Kościoła Prawosławnego. Żaden z Kościołów nie dąży do wchłonięcia drugiego, a ich konkurencja oparta jest na wzajemnej niechęci między Estończykami (prawosławni przedstawiciele tej narodowości uznają jurysdykcję konstantynopolitańską) oraz Rosjanami.